# Flegel (Heraldik)

Zwei gekreuzte Flegel im Wappen von Alt Schwerin

Der Flegel, ob Dreschflegel oder der Flegel als Waffe, ist eine gemeine Figur in der Heraldik und ist recht häufig als Wappenbild anzutreffen. Neben der einfachen Darstellung eines Flegels kann  er auch mit einem zweiten Flegel oder mit einem Gartengerät wie Harke, Sense  oder Heugabel gekreuzt im Wappen sein. Die Darstellung wird gern als Bezug zur Landwirtschaft genommen, die Stadt oder Ort geprägt haben. Bei der Waffendarstellung des Flegels wird nicht selten der Morgenstern zur Wappenfigur gestellt, als Zeichen einer Wehrhaftigkeit. Als Tingierung dominiert Silber oder Gold.